# Simone Aaberg Kaern
Simone Aaberg Kaern (* 1969 in Kopenhagen) ist eine dänische Künstlerin und Fliegerin.

## Leben und Projekte

### Ausbildung
Simone Aaberg Kaern studierte am Goldsmiths College of Fine Art in London und an der Kunstakademie in Kopenhagen. Sie erwarb die Privatpilotenlizenz und die Berechtigung für Kunstflug.

### Filme
Im Jahr 2002, noch unter dem Eindruck der Anschläge in New York vom 11. September 2001, flog sie mit Magnus Bejmar (Kamera) in einem einmotorigen Flugzeug von Kopenhagen nach Kabul, Afghanistan, um einem 16-jährigen Mädchen den Traum vom Fliegen zu erfüllen. Die Aktion wurde in dem Dokumentarfilm „Smiling in a War Zone“ (2005, deutsch „50 Stunden bis Kabul“) festgehalten. Der Film gewann den Preis „best portrays women in leadership“ beim Full Frame Documentary Film Festival im April 2006.

### Ausstellungen
- Open Sky. April 2008, Kunstmuseum Thun/Schweiz
- Seize the Sky. Februar bis Mai 2010, University Art Gallery, San Diego/USA